# Club Deportivo Zuera

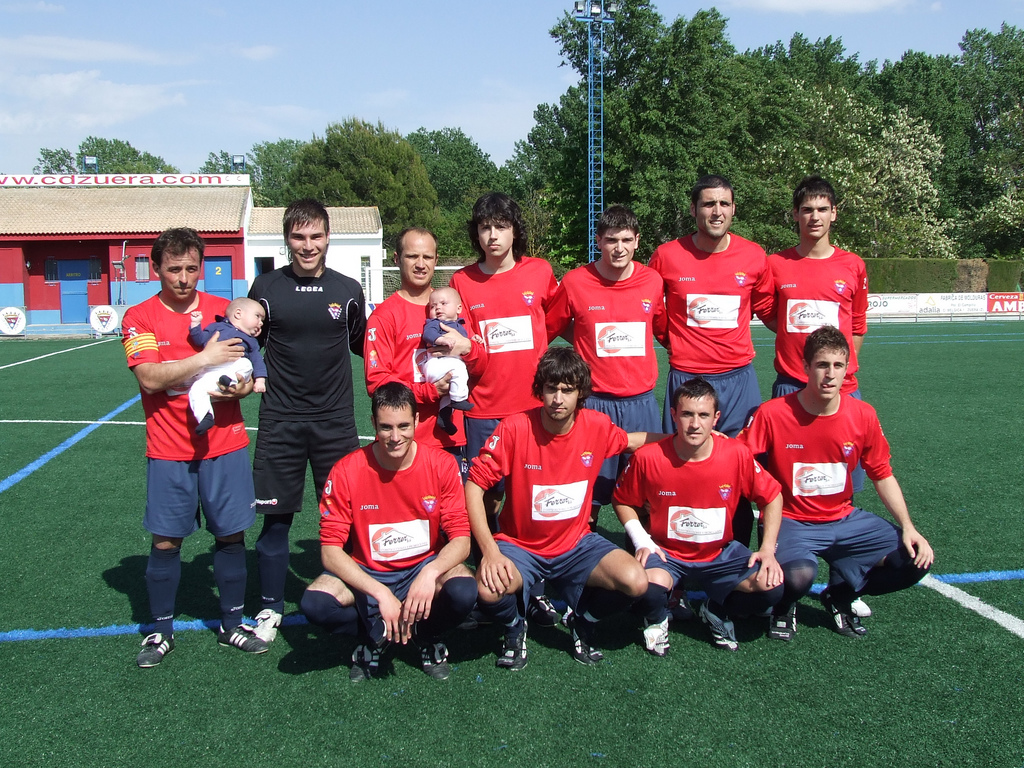
Once del Zuera en un partido de la Preferente aragonesa en 2008.

Club Deportivo Zuera es un club de fútbol español de la villa zaragozana de Zuera. Fundado en el año 1923, actualmente compite en la Tercera Federación (Grupo XVII).

## Historia
El conjunto del Bajo Gállego es uno de los más antiguos de la región fundado en la década de los años 1920, como otros históricos de las categorías regionales aragonesas, véase el Binéfar, Utebo, Fraga, Casetas, Alcañiz, Mequinenza, etc. Durante casi toda su historia el Zuera ha competido en las categorías de Primera Regional y Preferente, moviéndose entre estas divisiones habitualmente, haciendo su debut en categoría nacional en el año 1998-99 en la Tercera División de España, en la cual estuvo durante nueve temporadas, contando con dos pasos intermedios por la Regional Preferente de Aragón.

## Estadio
El Club Deportivo Zuera juega sus partidos como local en el Estadio José Guzmán de la localidad, con una capacidad para 2.500 espectadores, y con superficie de juego de césped artificial.

## Uniforme
- Uniforme titular: Camiseta roja, pantalón azul, medias rojas.
- Uniforme alternativo: Camiseta azul, pantalón blanco y medias azules.

## Entrenadores
Últimos entrenadores
- 2001-2002: Pascual Sanz.
- 2004-2005: Augusto Gascón.[1]
- 2017-2019: José Luis Blanco.[2]
- 2019-2022: Toño Cascante.
- 2023-2024: Nico Pedraza.
- 2024-Presente: Moisés Gutiérrez.

## Datos del club
- Temporadas en Tercera División / Tercera Federación: 9.
- Mejor puesto en liga: 3.º (temporada 2001-02).
- Peor puesto en liga: 19.º (temporada 2008-09).

## Palmarés

### Campeonatos regionales
- Regional Preferente de Aragón (3): 1997-98 (Grupo 1), 1999-00 (Grupo 1), 2023-24 (Grupo 1).
- Primera Regional de Aragón (1): 1996-97 (Grupo 1).
- Subcampeón de la Primera Regional de Aragón (3): 1991-92 (Grupo 1), 2013-14 (Grupo 1), 2017-18 (Grupo 1).
- Subcampeón de la Segunda Regional de Aragón (1): 1967-68 (Grupo 2).